# Église Notre-Dame de Nancras
L'église Notre-Dame est une église située à Nancras, dans le département français de la Charente-Maritime en région Nouvelle-Aquitaine.

## Historique
L'église de la Nativité de la Vierge, qui est édifié entre le XIIIe et le XIVe siècle, présente des éléments tout à la fois romans et gothiques, caractéristiques de cette époque de transition. Si l'histoire de ce sanctuaire est relativement méconnue, l'église semble avoir souffert de destructions au cours des siècles : on peut notamment apercevoir les restes d'un arc gothique sur le mur sud de l'édifice, vestige d'un croisillon qui n'existe plus aujourd'hui. Celui-ci supportait le clocher primitif, également démoli. Le clocher actuel fut aménagé dans l'ancienne tour d'escalier, rehaussée au XVIIe siècle.
Le sanctuaire actuel se compose d'une nef unique, comportant deux travées, et flanquée au sud d'une chapelle, formant la base du clocher primitif. Le chœur, quant à lui, forme une unique travée et se termine par un chevet plat, d'inspiration cistercienne. 
L'intérieur renferme une statue polychrome représentant la Vierge, et dont les origines remontent à la fondation du sanctuaire : endommagée pendant la Révolution, elle ne fut restaurée qu'à la fin du XIXe siècle, à la demande de l'abbé Auguste André, curé de la paroisse. Elle reprit sa place dans l'église après une messe solennelle le 29 décembre 1897.
Cette statue en bois est connue pour être la source d'un pèlerinage, et passe pour être miraculeuse. Lors de sa restauration par le sculpteur Arnold, établi à Saintes, celui-ci affirmera qu'en la décapant, la statue aurait laissé s'écouler un liquide ayant « l'aspect du sang ». La statue de la Vierge aurait également permis de circonscrire un incendie ayant éclaté dans la commune le 19 août 1898.
Le pèlerinage en l'honneur de Notre-Dame-de-la-Foi, institué en 1899, est depuis lors célébré chaque 8 septembre.
L'église est inscrite au titre des monuments historiques par arrêté du 23 février 1925.

## Galerie

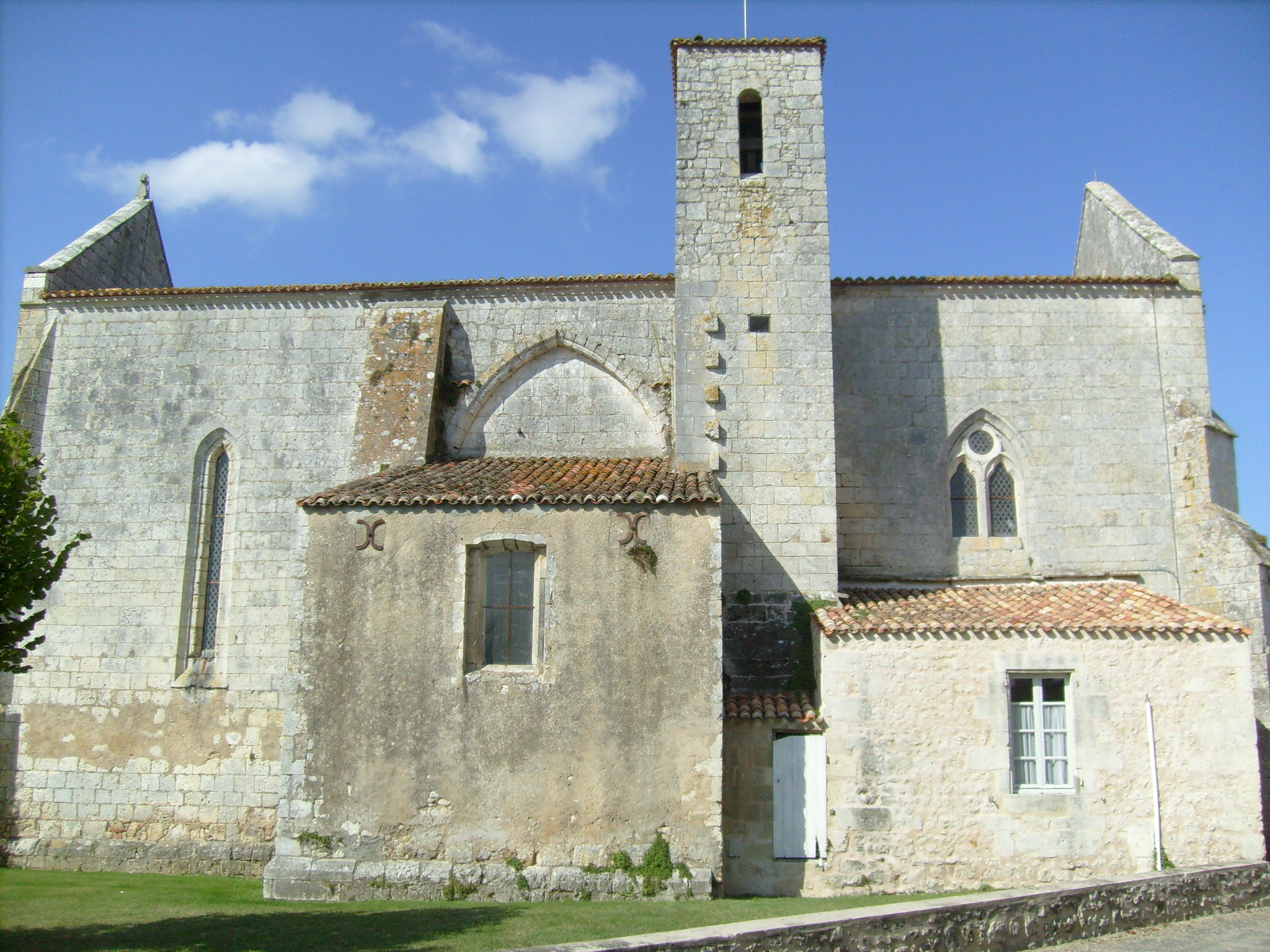
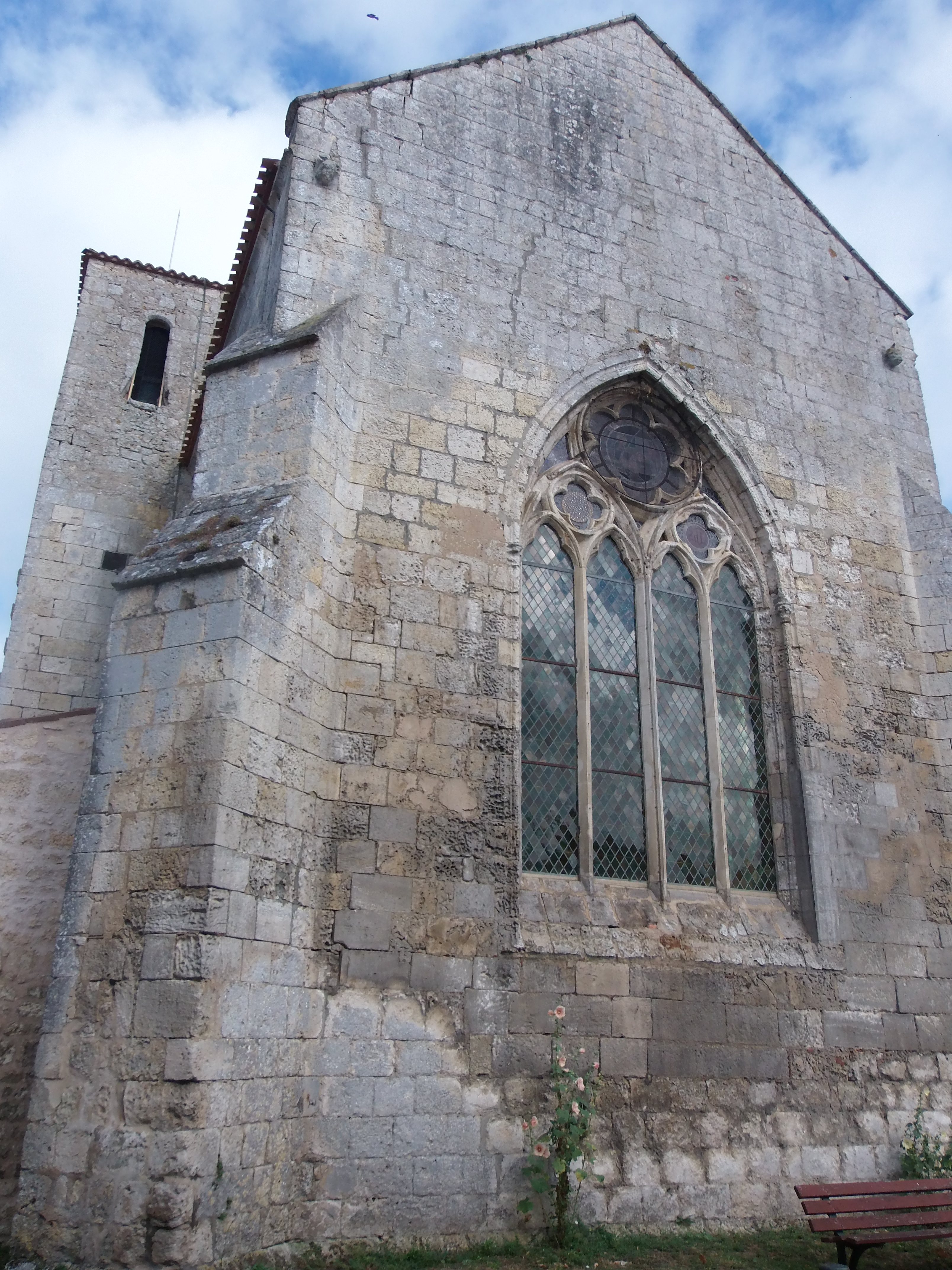